# Mejor entrenador de la A1 Ethniki
El premio al Mejor entrenador de la A1 Ethniki se entrega anualmente desde la temporada 1997-1998 al mejor entrenador de la liga griega, la A1 Ethniki. Desde entonces el más galadordonado es Željko Obradović, con 4 ocasiones.

## Palmarés
| 1996–97 | Dušan Ivković                            | Olympiacos           |               |               |               |               |
| 1997–98 | Lefteris Soumpotits                      | Panathinaikos        |               |               |               |               |
| 1998–99 | Lefteris Soumpotits (2)                  | Panathinaikos        |               |               |               |               |
| 1999–00 | Željko Obradović                         | Panathinaikos        |               |               |               |               |
| 2000–01 | Argyris Pedoulakis                       | Peristeri            |               |               |               |               |
| 2001–02 | Kostas Pilafidis                         | Iraklis              |               |               |               |               |
| 2002–03 | Argyris Pedoulakis (2)                   | Peristeri            |               |               |               |               |
| 2003–04 | Panagiotis Giannakis                     | Maroussi             |               |               |               |               |
| 2004–05 | Željko Obradović (2)                     | Panathinaikos        |               |               |               |               |
| 2005–06 | Panagiotis Giannakis (2)                 | Maroussi             |               |               |               |               |
| 2006–07 | Georgios Bartzokas                       | Olympia Larissa      |               |               |               |               |
| 2007–08 | Soulis Markopoulos                       | Maroussi             |               |               |               |               |
| 2008–09 | Željko Obradović (3)                     | Panathinaikos        |               |               |               |               |
| 2009–10 | Georgios Bartzokas (2)                   | Maroussi             |               |               |               |               |
| 2010–11 | Željko Obradović (4)                     | Panathinaikos        |               |               |               |               |
| 2011–12 | Georgios Bartzokas (3) Dušan Ivković (2) | Panionios Olympiacos |               |               |               |               |
| 2012–13 | Argyris Pedoulakis (3)                   | Panathinaikos        |               |               |               |               |
| 2013–14 | Soulis Markopoulos (2)                   | PAOK                 |               |               |               |               |
| 2014–15 | Ioannis Sfairopoulos                     | Olympiacos           |               |               |               |               |
| 2015–16 | Dimitrios Priftis                        | Aris                 | [ 1 ]         |               |               |               |
| 2016–17 | Xavi Pascual                             | Panathinaikos        | [ 2 ]         |               |               |               |
| 2017–18 | Xavi Pascual (2×)                        | Panathinaikos        | [ 3 ]         |               |               |               |
| 2018–19 | Makis Giatras                            | Promitheas Patras    | [ 4 ]         |               |               |               |
| 2019–20 | No adjudicado                            | No adjudicado        | No adjudicado | No adjudicado | No adjudicado | No adjudicado |
| 2020–21 | Christos Serelis                         | Lavrio               |               |               |               |               |
| 2021–22 | Fotis Takianos                           | Larisa               |               |               |               |               |
| 2022–23 | Georgios Bartzokas (4)                   | Olympiacos           | [ 5 ]         |               |               |               |
| 2023–24 | Ergin Ataman                             | Panathinaikos        | [ 6 ]         |               |               |               |

## Palmarés por países
| País    | Victorias |
| ------- | --------- |
| Grecia  | 18        |
| Serbia  | 4         |
| España  | 2         |
| Turquía | 1         |